# Johannessen-Nunatakker
Die Johannessen-Nunatakker sind eine isolierte und gebirgskammähnliche Gruppe von Nunatakkern im ostantarktischen Viktorialand. Sie erstrecken sich über eine Länge von 4 km und liegen 24 km südlich des Mount Weihaupt am südlichen Ende der Gruppe der Outback-Nunatakker.
Der United States Geological Survey kartierte sie anhand eigener Vermessungen und Luftaufnahmen der United States Navy aus den Jahren von 1959 bis 1964. Das Advisory Committee on Antarctic Names benannte sie 1970 nach Karl R. Johannessen (1917–2007), Meteorologe auf der McMurdo-Station zwischen 1967 und 1968.